# Emirat Beihan

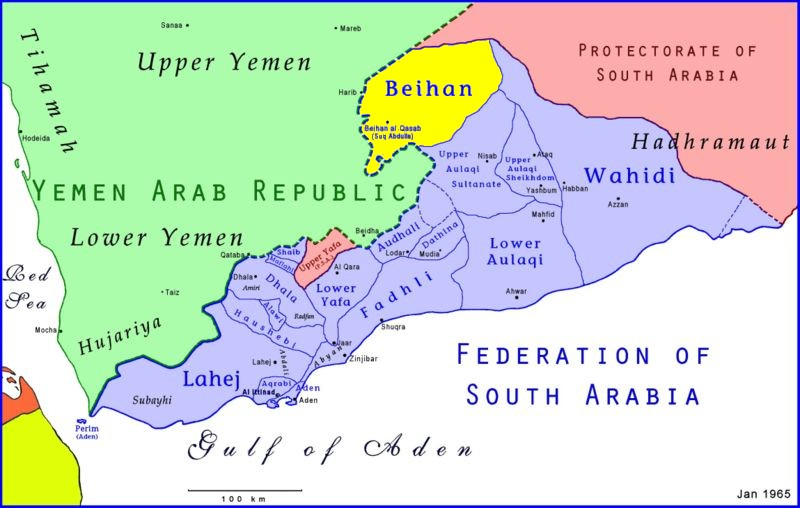
Lage des Emirats Beihan

Das Emirat Beihan oder Bayhan, offiziell Emirat von Beihan (arabisch إمارة بيحان, DMG Imārat Bayḥān) war ein Emirat im Alten Südarabien und ist seit 1967 Teil der Republik Jemen. Hauptstadt war Baihan al-Kisab.
Geographisch liegt Beihan in einem Tal, das an al-Baidha im Nordwesten, an Ma'rib im Osten und ʿAtaq im Süden grenzt. Es ist ein fruchtbares Tal, das durch die nordöstlichen Berge mit Wasser versorgt wird. Angebaut werden Datteln, Zitrusfrüchte und es wird Viehzucht betrieben. 
Die herrschende Al-Habieli-Familie war mit den Haschimiten verwandt und wurde von diesen als rechtmäßige Herrscherfamilie anerkannt. Das Emirat ging 1967 in der Volksdemokratischen Republik Jemen auf und  gehört heute zur Republik Jemen.